# Amahuaka atrifrons
Amahuaka atrifrons är en insektsart som beskrevs av Rauno E. Linnavuori och Delong 1977. Amahuaka atrifrons ingår i släktet Amahuaka och familjen dvärgstritar. Inga underarter finns listade i Catalogue of Life.